# Episodi di Red Shoe Diaries (quarta stagione)
La quarta stagione della serie televisiva Red Shoe Diaries è stata trasmessa in anteprima negli Stati Uniti d'America da Showtime nel corso del 1995.
| nº | Titolo originale | Titolo italiano | Prima TV USA | Prima TV Italia |
| -- | ---------------- | --------------- | ------------ | --------------- |
| 1  | Billy Bar        |                 | 1995         |                 |
| 2  | Divorce, Divorce |                 | 1995         |                 |
| 3  | Cowboy, Cowboy   |                 | 1995         |                 |
| 4  | Caged Bird       |                 | 1995         |                 |
| 5  | The Ex           |                 | 1995         |                 |
| 6  | The Teacher      |                 | 1995         |                 |
| 7  | Swimming Naked   |                 | 1995         |                 |
| 8  | Jump             |                 | 1995         |                 |
| 9  | Tears            |                 | 1995         |                 |
| 10 | Dime a Dance     |                 | 1995         |                 |
| 11 | Details          |                 | 1995         |                 |
| 12 | Laundrymat       |                 | 1995         |                 |
| 13 | As She Wishes    |                 | 1995         |                 |